# Britny Fox
Britny Fox is een Amerikaanse hardrockband uit Philadelphia (Pennsylvania), die tijdens de jaren 1980 hun grootste successen vierde. Haar titelloze debuutalbum behaalde de gouden status in de Verenigde Staten, niet in de laatste plaats dankzij de singles Girlsschool en Long Way. De band legt de naam Britny Fox uit als een variatie op de naam Brittany Foxx. Ze zou afkomstig zijn uit Wales en was de voorouder van de oorspronkelijke zanger Dean Davidson.

## Bezetting
Oprichters
- Dean Davidson (zang, tot 1990)
- Michael Kelly Smith (gitaar)
- Billy Childs (basgitaar)
- Tony 'Stix' Destra (drums, tot 1987, † 8 februari 1987)

Huidige bezetting
- Tommy Paris (zang, gitaar, sinds 1990)
- Michael Kelly Smith (gitaar)
- Billy Childs (basgitaar)
- Johnny 'Dee' DiTeodoro (drums, sinds 1987)

Voormalige leden
- Adam West (drums, 1987)

## Geschiedenis

### 1985–1987: de vroege jaren
Britny Fox werd geformeerd in Philadelphia in de zomer van 1985, waar zanger 'Dizzy' Dean Davidson de twee voormalige Cinderella-muzikanten Michael Kelly Smith (gitaar, eigenlijk Michael Schermick) en drummer Tony Destra ontmoette. Bassist Billy Childs (eigenlijk Bill Degley) maakte de bezetting compleet. De band speelde vanaf het begin in clubs en bars aan de Amerikaanse oostkust en bracht begin 1987 het cassette-gebaseerd demoalbum In America uit bij Wolfe Records van manager Brian Kushner. De volgers van de band groeiden gestaag en toen Columbia Records opmerkzaam werd op de demo, contracteerden ze de band. Voordat het debuutalbum uitkwam, leed de band echter een zware tegenslag. Op 8 februari 1987 overleed drummer Tony Destra na een auto-ongeluk in Pennsylvania. Zijn plek werd kort opgevuld door Tanger-drummer Adam West voordat ze een nieuwe drummer vonden in Johnny 'Dee' DiTeodoro uit World War III en Waysted.

### 1988-1993: de successen
De band vertrouwde vanaf het begin op een sterk imago en verscheen als een koninklijke Renaissance rocker met een glamtwist die destijds trendy was. Het naamloze debuutalbum werd uitgebracht in 1988 en werd praktisch meteen een succes, niet in de laatste plaats omdat het Britny Fox de gelegenheid gaf om Poison te begeleiden als voorprogramma tijdens haar Amerikaanse tournee. De video's voor de singles Girlschool en Long Way To Love werden in de rotatie genomen door MTV en het debuutalbum behaalde eind dit jaar al de gouden status. De band bracht het nieuwe jaar door in Japan, waar ze optraden met Bon Jovi en begin 1989 opnieuw door de Verenigde Staten toerden, in een drie-pack met Ratt als headliner en Kix als openingsact. In Metal Edge Magazine verkozen lezers ze ondertussen tot «Best New Band 1988». De band toerde vervolgens opnieuw door Amerika als voorprogramma van Great White en had uiteindelijk 130 concerten voor meer dan een half miljoen mensen met een nummer 39 in de Amerikaanse Billboard hitlijst en een miljoen verkochte albums.

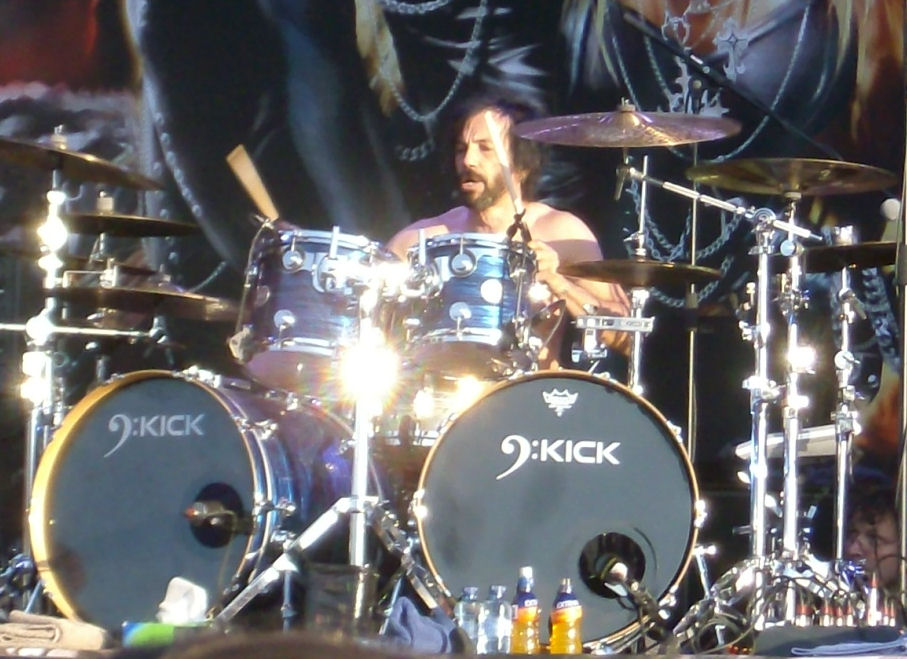
Britny Fox

In het najaar van 1989 verscheen met Boys in Heat hun tweede album, waarmee de band haar renaissancistische imago beëindigde. Britny Fox was in december voor het eerst te zien in Europa ter ondersteuning van Alice Cooper en Great White, voordat ze op hun eerste clubtournee als headliner door de Verenigde Staten gingen. Het album bereikte echter slechts de 79e plaats in de Verenigde Staten en werd niet meer zo goed verkocht als zijn voorganger. In april 1990 meldde de muziekpers een gevecht tussen zanger Dean Davidson en gitarist Michael Kelly Smith in een hotelgang na een bandbijeenkomst. Davidson verliet de band en richtte Blackeyed Susan op, terwijl Britny Fox op zoek ging naar een nieuwe zanger. De eerste kandidaat die verscheen was zanger John Corabi van The Scream en later Mötley Crüe. Hij wees het aanbod van de band echter af. Eind 1990 vonden ze eindelijk een nieuwe zanger in Tommy Paris en begonnen ze te werken aan het derde album Bite Down Hard, geproduceerd door John Purdell en Duane Baron in 1991, maar kon niet voortbouwen op het succes van de twee voorgangers. Na een Amerikaanse clubtournee als headliners, ging de band hun eigen weg.

### 1993–1999: nieuwe koers
Ondertussen voegde Billy Childs zich bij LeCompt, de band van de voormalige Tanger-zanger Michael LeCompt, met wie hij op tournee ging en in de studio werkte. Als drummer maakt Johnny Dee ook deel uit van de livebezetting van de band. Dee toerde ook als drummer voor Doro en is te horen op de twee albums Live (1994) en Machine II Machine (1995). Een andere band waarin Dee tijdens deze periode actief was, was Uncle Edna, wiens zanger Tommy Paris was. Michael Kelly Smith formeerde Area 51 en ondernam actie als Gunshy-producent voordat hij een nieuwe bezetting met Razamanaz lanceerde. Oorspronkelijke zanger Dean Davidson verscheen eind jaren 1990 opnieuw als Jarod Dean. Het nieuws van een Britny Fox live-album met Paris als zanger circuleerde in 1996, maar verscheen nooit. Uiteindelijk kondigde de band de reünie in 1999 aan.

### 2000 tot heden: comeback
De aankondiging werd gevolgd door zes concerten aan de Amerikaanse oostkust in 2000, die de band opnam voor een livealbum. Long Way to Live werd uitgebracht in februari 2001 en de Japanse versie bevat twee extra covers van de nummers Gudbuy T'Jane van Slade en Hair of the Dog van Nazareth. In april 2001 toerde Britny Fox met Doro door de Verenigde Staten met Johnny Dee achter de drums van beide bands. Verdere concerten in het kader van de Voices of Metal Tour volgden in hetzelfde jaar samen met Mötley Crüe-zanger Vince Neil, Slaughter en Stephen Pearcy's Ratt. Sinds 2001 zijn Fan Club-cd's met niet-uitgebrachte nummers, live-opnamen en demo-opnamen verschenen bij het eigen label van de band. Bijvoorbeeld het liveconcert Live At Froggy's uit 2001 en de demo-compilatie The Bite Down Hard Demo Sessions. Na de tournee-activiteiten in 2001 begon de band met songwriting voor het vierde album. Door juridische belemmeringen kon Britny Fox voorlopig de studio niet in. Als de band een nieuwe platendeal tekent bij Spitfire Records, staat niets een publicatie in de weg. Springhead Motorshark verscheen in juli 2003.

## Trivia
- De band droeg het debuutalbum op aan wijlen drummer Tony Destra.
- De producenten van Boys in Heat, John Purdell en Duane Baron, werkten al voor dit album samen aan No More Tears van Ozzy Osbourne. Ozzy's gitarist Zakk Wylde speelt de solo op openingsnummer Six Guns Loaded. Ook als gastmuzikant Poison-drummer Rikki Rockett is te horen op het album.
- In 1991 bracht MCA Records het niet eerder gepubliceerde nummer Turn On uit op de compilatie Nintendo White Knuckle Scorin.
- Het derde studioalbum Bite Down Hard had oorspronkelijk de titel More Than Your Mouth Can Hold moeten dragen.

## Discografie

### Studioalbums
- 1988: Britny Fox
- 1989: Boys in Heat
- 1991: Bite Down Hard
- 2003: Springhead Motorshark

### Livealbums en compilaties
- 2001: Long Way to Live (live)
- 2001: The Best Of (compilatie)
- 2001: Live at Froggy's (live)
- 2002: The Bite Down Hard Demo Sessions (democompilatie)
- 2002: Gudbuy T'Dean (officiële bootleg)

### Demo's, singles en ep's
- 1987: In America (demo)
- 1988: Livin' on the Edge
- 1988: Save the Weak
- 1988: Girlschool
- 1988: Long Way to Love
- 1989: Standing in the Shadows
- 1991: Six Guns Loaded

### Videoalbums
- 1989: Year of the Fox (VHS)